# Nya sakligheten
Nya sakligheten (tyska: Die Neue Sachlichkeit) är ett begrepp för en stilriktning inom konst, litteratur, filmkonst, arkitektur och musik, som hade betydelse framförallt under 1920- och 1930-talen.

## Inom olika medier

### Bildkonst
Termen myntades 1925 av den tyske konsthistorikern och museikuratorn Gustav Friedrich Hartlaub (1884–1963), genom en utställning han arrangerade på Kunsthalle Mannheim. Utställningen fick namnet Neue Sachlichkeit. Deutsche Malerei seit dem Expressionismus ["Ny saklighet. Tyskt måleri efter expressionismen"]. Hartlaub urskilde två underströmmar i denna riktning, vilka han namngav som verism och klassicism, för att beskriva en mängd olika tyska konstnärers nya måleri. Verk av framför allt Alexander Kanoldt och Georg Schrimpf betecknades som klassicistiska med sitt kyliga och detaljskarpa måleri, medan verk av bland andra Christian Schad, Max Beckmann, Otto Dix, George Grosz och Felix Nussbaum betecknades som veristiska. Det var tydliga, detaljerade, starkt realistiska verk, men ibland även groteska, satiriska målningar och teckningar med ett starkt desillusionerat uttryck och en form av socialrealism. Utöver dessa två strömningar inom riktningen urskildes en tredje, som kallades magisk realism av konsthistorikern Franz Roh vid samma tid. Denna beteckning tävlade ett tag med beteckningen ny saklighet om att vara den huvudsakliga. Med tiden blev den istället till en tredje underavdelning i Tyskland med företrädare som Franz Radziwill ((1895–1983) och Richard Oelze (1900–1980). Det närmast övertydliga återgivandet samt ett hårt och kallt ljus gav bilderna drag av overklighet.
Den nya sakligheten spreds i hela Europa och även till USA och Mexiko (Diego Rivera). I Sverige företräddes rörelsen av bland andra Arvid Fougstedt och Otte Sköld.

### Arkitektur
Inom arkitekturen är den nya sakligheten en gren av den modernistiska arkitekturen. Det var de tyskspråkiga arkitekterna av Neue Sachlichkeit som var de mest tongivande. Det fanns en stark socialistisk dimension i deras arbete[källa behövs] och frågan som man fokuserade på var hur man kunde upprätta en minimumstandard för bostäder.

### Musik
Riktning inom främst protestantisk kyrkomusik under 1900-talet som ville anknyta till barockens och annan tidig musiks mer antisubjektiva stil. Harmoniken är som regel modal eller pentatonisk och satsen polyfon och rytmiskt livlig. Den representeras i Tyskland av bland andra Hugo Distler och Ernst Pepping, i Sverige av Gottfrid Berg och Gunnar Thyrestam.